# Цыдендамбаев, Цыбикжап Бобоевич
Цыбикжа́п Бобо́евич Цыденда́мбаев (1915, улус Байсын-Эбэр, Хоринский район — 1983) — учёный-бурятовед, доктор филологических наук, один из авторов двухтомной академической грамматики бурятского языка, ответственный редактор издания первых бурятско-русского и русско-бурятского словарей, участник крупной программы по изучению диалектов и говоров бурятского языка. Являясь заведующим отделом языковедения Института общественных наук БФ СО АН СССР внёс научный вклад в изучение истории бурят, этнографии, фольклористики, археологии Бурятии.
В июле 1941 года со студенческой скамьи ушел на фронт. Принимая участие в боевых действиях командиром батареи на Карельском фронте, а затем на 3-м Украинском фронте, форсировал Днепр, освобождал Украину, Польшу. В боях под городом Краков был тяжело ранен. После войны окончил аспирантуру в Москве, затем защитил докторскую диссертацию. Работал председателем ВАК при Совете Министров СССР по защите кандидатских диссертаций.
Умер 10 сентября 1983 года. Похоронен в Улан-Удэ.
Решением исполкома Хоринского поселкового Совета народных депутатов в 1985 году в Хоринске улица Кижингинская переименована в улицу имени Цыдендамбаева.